# Okręty podwodne typu T-1
Okręty podwodne typu T-1 – typ dwóch amerykańskich okrętów podwodnych zaprojektowanych i zbudowanych dla marynarki amerykańskiej w stoczni Electric Boat jako okręty szkolne i testowe. 
Jednostki typu T-1 o wyporności podwodnej 353 ton były najmniejszymi operacyjnymi okrętami, jakie kiedykolwiek zostały wybudowane w Stanach Zjednoczonych. Okręt prototypowy tego typu, USS "Mackerel" (SST-1), był początkowo planowany jako eksperymentalna jednostka pomocnicza z klasyfikacją kadłuba AGSS-570, jednakże został ostatecznie zwodowany w 1953 roku jako okręt szkolny USS T-1 (SST-1). Okręt siostrzany (USS "Marlin" (SST-2), pierwotnie USS T-2 SST-1), był od początku planowany jako jednostka szkolna.